# Alexander Trunk
Alexander Trunk (* 2. Februar 1957 in Nürnberg) ist ein deutscher Rechtswissenschaftler. Er ist seit dem 1. Mai 1998 Inhaber des Lehrstuhls für Bürgerliches Recht und Osteuropäisches Recht und Direktor des Instituts für Osteuropäisches Recht der Christian-Albrechts-Universität zu Kiel.
Trunk studierte Rechtswissenschaften in München und Genf. In München wurde er 1990 auch promoviert und habilitierte er sich 1997. 1993–1994 absolvierte er einen Forschungsaufenthalt an der University of California, Berkeley. 2010–2012 war er Dekan der Rechtswissenschaftlichen Fakultät der Universität Kiel (2008–2010 und 2012–2014 Prodekan).
Trunk ist Leiter der Kieler Zweigstelle der Deutschen Gesellschaft für Osteuropakunde e.V und Mitglied (mehrmals Vorsitzender) des Zentrums für Osteuropa-Studien der Universität Kiel. Er ist auch Ko-Vorsitzender des DRJI (Deutsch-Russisches Juristisches Institut), einer Kooperationseinrichtung von Hochschulen und Praxiseinrichtungen aus dem deutschen und russischen Sprachraum, die den juristischen Dialog zwischen Deutschland, der EU und Russland auf Universitätsebene fördert (Tätigkeit derzeit ausgesetzt). Er ist auch Mitglied des wissenschaftlichen Beirats des Osteuropavereins der deutschen Wirtschaft und Mitglied des Herausgeberbeirats verschiedener Fachzeitschriften zum Osteuropäischen Recht bzw. in Osteuropa.
Er ist Ehrendoktor der Staatlichen Universität Tiflis und Honorarprofessor der Staatlichen Juristischen Universität des Ural (Ekaterinburg).

## Werk
Die Schwerpunkte der wissenschaftlichen Tätigkeit Trunks liegen in der Rechtsvergleichung insb. zum Osteuropäischen Recht (v. a. Russland), im Internationalen Privat- und Verfahrensrecht sowie im Insolvenzrecht.
Er leitete mehrere internationale Kooperationsprojekte mit rechtsvergleichender Thematik und Ausrichtung auf die Region Osteuropa sowie den Ostseeraum, u. a. zum Auslandsinvestitionsrecht und zum Recht des Internationalen Handels in der Region Kaukasus-Zentralasien-Russland. Mehrere Projekte haben eine interdisziplinäre Dimension. Ein aktuelles, von Trunk mitkoordiniertes Forschungsprojekt befasst sich mit Internationalem Insolvenzrecht (Internationales Insolvenzrecht der EU und Drittstaaten).
Trunk ist Gründer und Mitherausgeber der Kieler Schriften für Ostrecht sowie der Schriften des Zentrums für Osteuropa-Studien der Universität Kiel. Er gründete die vom Institut für Osteuropäisches Recht herausgegebene Zeitschrift Kieler Ostrechts-Notizen (Kiel Journal of East European Law – Kil'skij Zhurnal Vostochno-Evropejskogo Prava), seit 1997.

## Veröffentlichungen (Auswahl)
- Die Erweiterung des EuGVÜ-Systems am Vorabend des Europäischen Binnenmarktes (1991, Dissertation)
- Internationales Insolvenzrecht (1998, Habilitation)
- Mobiliarsicherheiten in Osteuropa (2002, Mitherausgeber)
- Reform des Zivil- und Wirtschaftsprozessrechts in den Mitgliedstaaten der GUS (2003, Mitherausgeber)
- Russland im Kontext der internationalen Entwicklung: Internationales Privatrecht, Kulturgüterschutz, geistiges Eigentum, Rechtsvereinheitlichung – Festschrift für Mark M. Boguslawskij (2004, Mitherausgeber)
- Festschrift für Andreas Heldrich zum 70. Geburtstag (2004, Mitherausgeber)
- Rechtslage von Auslandsinvestitionen in Transformationsstaaten – Festgabe für Prof. Dr. Wolfgang Seiffert zum 80. Geburtstag (2006, Mitherausgeber)
- Recht im Ostseeraum: Einführung und aktuelle Entwicklungen (2006, Mitherausgeber)
- Schiedsgerichtsbarkeit und andere Formen alternativer Streitbeilegung: Erfahrungen und Tendenzen im Ostseeraum (2006, Mitherausgeber)
- Legal Aspects of Investment Contracts (2009, auf Russisch 2012, Mitherausgeber)
- Die Transformation dinglicher Rechte an Immobilien in Russland und anderen Staaten Mittel- und Osteuropas (2010, Mitherausgeber)
- Das Kaspische Meer als Wirtschaftsraum (2010, Mitherausgeber)
- 50 Jahre Institut für Osteuropäisches Recht der Christian-Albrechts-Universität zu Kiel (2011, Mitherausgeber)
- Private Law in Eastern Europe: Autonomous Developments or Legal Transplants? (2011, Mitherausgeber)
- The Relationship between Foreign Investment Law and Environmental Law (2011, auf Russisch 2012, Mitherausgeber)
- Sovremennoe mezhdunarodnoe chastnoe pravo v Rossii i v Evrosojuze, Kniga pervaja [Gegenwärtiges Internationales Privatrecht in Russland und der Europäischen Union, Erster Band; auf Russisch] (2013, Mitherausgeber)
- Schneller, höher, weiter! Aktuelle Themen des Sportrechts im östlichen Europa (2014, Mitherausgeber)
- Russland und Europa (2017, Herausgeber)
- Schiedsregeln für internationale Handelsstreitigkeiten des Internationalen Handelsschiedsgerichts bei der Handels- und Industriekammer der Russischen Föderation, in: Schütze (Hrsg.), Institutionelle Schiedsgerichtsbarkeit, 3.Aufl. (2018)
- Vom Reiz der Exotik – Internationales Privatrecht und Rechtsvergleichung in der Geschichte der Rechtswissenschaftlichen Fakultät der Christian-Albrechts-Universität, in: von Arnauld/Augsberg/Meyer-Pritzl (Hrsg.), 350 Jahre Rechtswissenschaftliche Fakultät der Christian-Albrechts-Universität zu Kiel (2018), S.387 ff
- Erster Weltkrieg im östlichen Europa und die russischen Revolutionen 1917 (2019, Mitherausgeber)
- EU Civil Procedure Law and Third Countries - Which Way Forward? (2021, Mitherausgeber)
- 60 Jahre Institut für Osteuropäisches Recht der Universität Kiel - Ein Beispiel für Regionalforschung an deutschen Hochschulen im Zeichen politischer Großwetterlagen (2022, Herausgeber)
- Law of International Trade in the Region of the Caucasus, Central Asia and Russia: Public International Law, Private Law, Dispute Settlement (2023, Mitherausgeber)
- Non-Recognized States in the Post-Soviet Region under International Trade Law, Private International Law and International Civil Procedure (2025, Mitherausgeber)

Festschrift
- Azar Aliyev, Burkhard Breig und Rainer Wedde (Hrsg.): Recht als Brücke zwischen Ost und West. Festschrift für Prof. Dr. Alexander Trunk zum 65. Geburtstag. Berliner Wissenschafts-Verlag, Berlin 2022, ISBN 978-3-8305-5501-8.